# Crocidium poecilopterum
Crocidium poecilopterum är en tvåvingeart som beskrevs av Friedrich Hermann Loew 1860. Crocidium poecilopterum ingår i släktet Crocidium och familjen svävflugor. Inga underarter finns listade i Catalogue of Life.